# San Martín de Rubiales (kommun)
San Martín de Rubiales är en kommun i Spanien.   Den ligger i provinsen Provincia de Burgos och regionen Kastilien och Leon, i den centrala delen av landet, 140 km norr om huvudstaden Madrid. Antalet invånare är 169.